# Невена Игњатовић
Невена Игњатовић (Крагујевац, 28. децембар 1990) је српска алпска скијашица. Такмичи се у техничким дисциплинама. Чланица је Скијашког клуба Раднички из Крагујевца. Користи скије и везове компаније STöCKLI.

## Биографија
Игњатовићева је дебитовала у светском купу у Марибору 17. јануара 2010. године. До сада је стартовала 16 пута у светском купу, али се ни једном није пласирала у други круг. Најближа је била 10. марта 2013. године у Офетршвангу када је освојила 37. место а за други круг фалило јој је 0,26 с. Учествовала је на бројним ФИС тркама, на којима је остварила 5 тријумфа у слалому и 3 у велеслалому. Тријумфовала је једном на шампионату Словеније, 3 пута на шампионату Србије и на једној јуниорској трци.
Била је члан олимпијске екипе Србије, на Зимским олимпијским играма 2010. у Ванкуверу у Канади, Зимским олимпијским играма у Сочију 2014. године и Зимским олимпијским играма у Пјонгчангу 2018. године. У Ванкуверу учествовала је у три дисциплине алпског скијања: слалому, велеслалому и супервелеслалому. У слалому је од 86 такмичарки освојила 32 место, у велеслалому је била 39 од 87, а у супервелеслалому није завршила трку.
На Светским првенствима у алпском скијању учествовала је 2 пута:
- 2011. Гармиш-Партенкирхен

Слалом 32. место
Велеслалом 50. место
- 2013. Шладминг

Слалом 34. место
Велеслалом 41. место
Учествовала је 3 пута на Јуниорским светским првенствима где је најбољи пласман остварила 2010. године у Межеву у Француској где је освојила 23. место.
Невена је 26. јануара 2018. забележила историјски резултат српског скијања. На трци алпске комбинације Светског купа у швајцарском Ленцерхајдеу заузела је шесто место.